# Gmina Helle
Gmina Helle (duń. Helle Kommune) była w latach 1970–2006 (włącznie) jedną z gmin w Danii w okręgu Ribe Amt. 
Siedzibą władz gminy było miasto Årre. 
Gmina Helle została utworzona 1 kwietnia 1970 na mocy reformy podziału administracyjnego Danii.  Po kolejnej reformie w 2007 r. weszła w skład gmin Esbjerg i Varde.

## Dane liczbowe
- Liczba ludności: (♀ 4257 + ♂ 4062) = 8319
  - wiek 0-6: 9,0%
  - wiek 7-16: 16,2%
  - wiek 17-66: 61,4%
  - wiek 67+: 13,5%
- zagęszczenie ludności: 29,7 osób/km²
- bezrobocie: 2,5% osób w wieku 17-66 lat
- cudzoziemcy z UE, Skandynawii i USA: 179 na 10 000 osób
- cudzoziemcy z krajów Trzeciego Świata: 138 na 10 000 osób
- liczba szkół podstawowych: 6 (liczba klas: 64)